# Маленький Ніколя
«Мале́нький Ніколя́» (фр. Le petit Nicolas) — сімейна комедія, про хлопчика, який ходить в початкову школу, його друзів та батьків. Фільм є екранізацією історій про маленького Ніколя Рене Госіні.

## Сюжет
Дія відбувається десь у 1950-ті роки. Маленький звичайний хлопчик, десь років восьми — Ніколя ходить до досить хорошої початкової школи й займається звичайними для цього віку дурницями. У Ніколя є мама і тато, а також друзі у класі. Різні, але вірні:
- Клотер сидить на задній парті і спить на уроках (бо мріє стати велосипедистом, весь час тренується і дуже втомлюється);
- Альсест весь час їсть;
- Ед, найкращий друг Ніколя, — дуже сильний і любить битися;
- Жоффруа, в якого дуже багатий тато (але Жоффруа не зазнається).

Разом з хлопцями в класі вчиться відмінник і підлабузник Аньян — його дуже люблять вчителі, а іншим навіть стукнути його не вдається, тому що він носить окуляри. У фільмі є багато інших цікавих персонажів, наприклад, шкільний вихователь на прізвисько Бульйон, та інші. Одного разу однокласник Жоакім приходить у школу і понуро розповідає друзям: батьки напевно скоро відвезуть його в ліс і там кинуть або ще якимось чином виженуть з дому. Тому що… скоро у нього буде маленький братик. Жоакіму всі поспівчували і забули про цю історію. Але Ніколя не такий: він починає стежити за своїми батьками — і розуміє: його чекає доля Жоакіма. Батьки раптом стали один з одним підозріло ніжні, а тато навіть одного разу виніс сміття. Так Ніколя вбиває собі в голову, що батьки збираються народити йому маленького брата, а самого Ніколя кинути в лісі. Хоча батьки насправді зайняті зовсім іншим: батько мріє отримати підвищення по службі і кличе на вечерю патрона, а мати хоче гідно виглядати в очах патронової дружини і тому розучує цікаві факти з ісландської поезії XIII століття та історію стилю бароко. Ніколя лише розуміє, що треба якось діяти. І далі починається багато смішних пригод, наприклад:
- Батьки Ніколя справді вирішують поїхати на прогулянку в ліс. І хлопець вважає, що вони хочуть його справді покинути в лісі. Тому коли вони приїжджають у ліс, а батьки виходять з машини дихати свіжим повітрям, Ніколя блокує двері і зачиняється в машині, щоб ніхто не зміг його дістати. Хлопчик не піддається на вмовляння вийти з машини, тому на зворотньому шляху батьки вимушені штовхати машину до самого міста;
- Друзі також радять Ніколя довести мамі свою потрібність. Ніколя не тільки користується різними порадами друзів, а й залучає їх до прибирання квартири. Діти так старалися, що навіть випрали кота;
- З метою протидії у хлопців також виникає ідея найняти справжнього гангстера[4].

Так, Ніколя разом з компанією витворяють різні речі і шокують дорослих, сіючи за собою хаос, безлад і веселощі

## Створення фільму

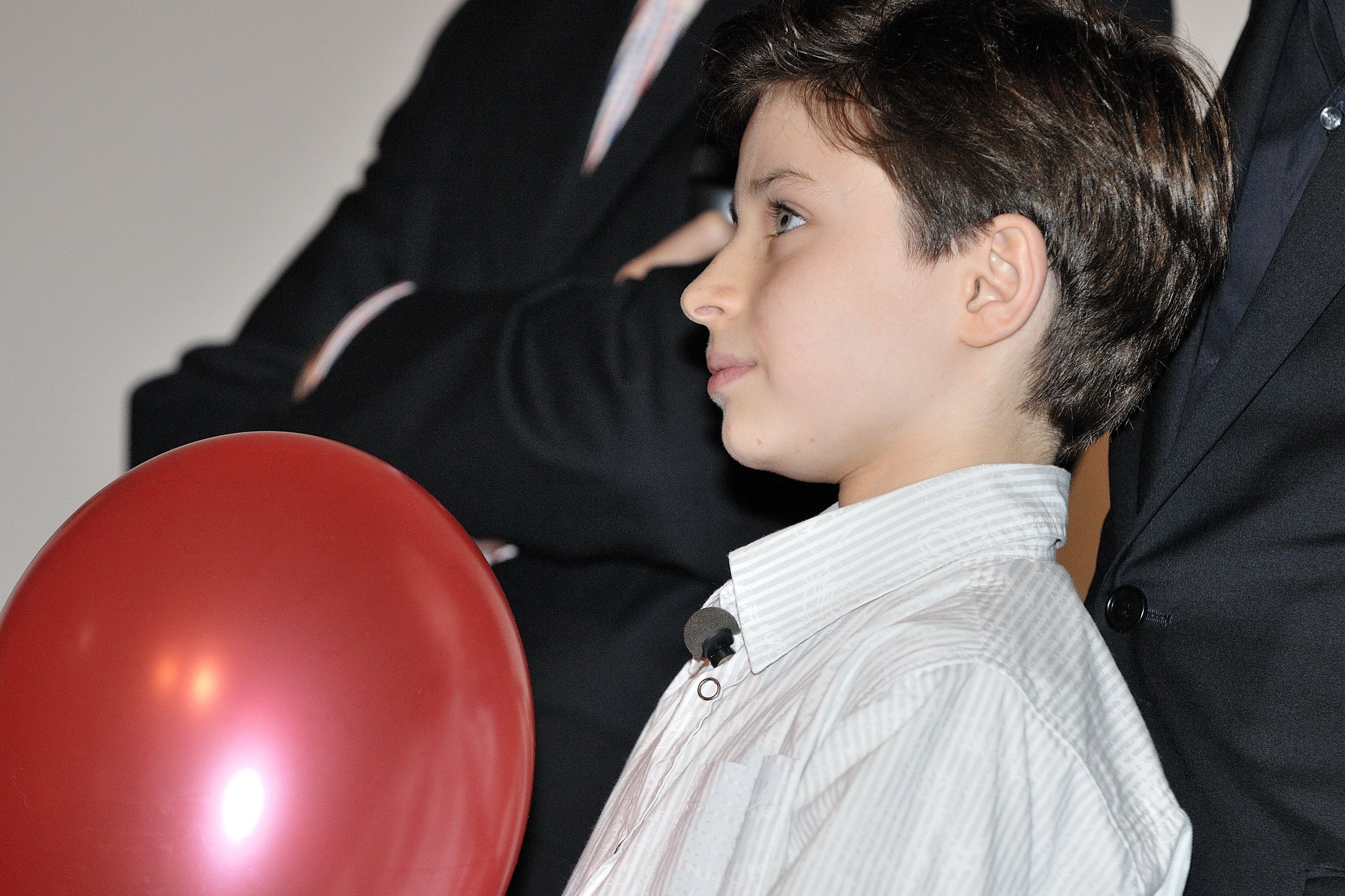
Виконавець головної ролі — Максим Годар

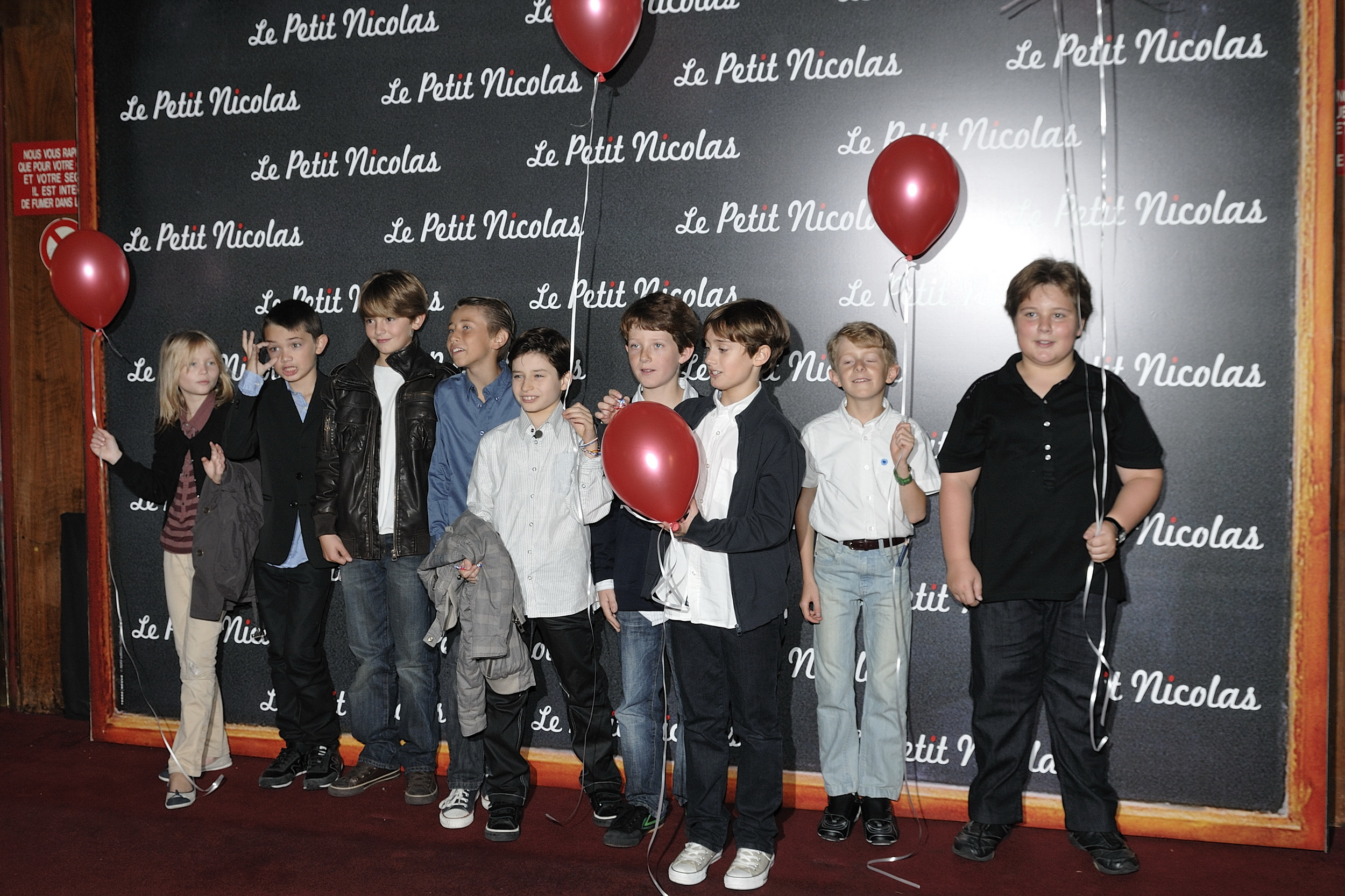
Діти-актори перед прем'єрою фільму

«Маленького Ніколя» наприкінці 1950-х років придумав французький художник і письменник Рене Госіні, який також створив персонажів Астерікса і Обелікса, а намалював Жан-Жак Семпе — ще один французький художник. Всього книжок про Ніколя п'ять. У 2000-х роках режисер Лоран Тірар вирішив реалізувати смішні історії на екрані. Тірар та його колеги довго шукали хлопців і дівчат, щоб вони були схожі на справжніх друзів Маленького Ніколя з книжок. Врешті решт актори були підібрані, а головну роль Ніколя виконав Максим Годар. Світова прем'єра відбулася 30 вересня 2009 року.

## Рецензії
Це зворушливий сімейний фільм про безтурботне дитинство у Франції 1950-х років. «Маленький Ніколя» був великим хітом у Франції, що пояснюється, втім, не стільки його гідністю, скільки походженням: на ілюстрованих історіях про безхмарне дитинство цього хлопчика виросло вже не одне покоління. Сам по собі персонаж Ніколя малоцікавий, але його оточує цілий «каталог» соціальних і психологічних типів, колоритних персонажів, у кожного з яких є одна яскраво змальована риса. Наприклад, якщо це «ненажера», то він не з'являється в кадрі без сендвіча, якщо «зубрила» — то це викапаний заучка, якщо син багатого батька — то він у плямах Роршаха бачить татів літак і мамине манто, а якщо двієчник — весь час стоїть у кутку. Автори книг — а тепер Лоран Тірар — малюють світ дитини не через те, що у неї всередині, а через те, що вона бачить, — виходить дуже конформістський, іноді трохи сентиментальний і часто смішний погляд. Ідилічна, неможлива, як дитина невинна Франція, де радіо не повідомить новини про Алжир, в класі не з'явиться смаглявий новачок, про Париж згадають тільки у зв'язку з річковими трамвайчиками на Сені. Госіні був дуже точним у передачі дитячого сприйняття світу, фільм слідом за ним показує дитинство наївними (але не дурними) очима маленької людини. У фільмі тріумфує логіка уяви, що роздуває дрібниці до величезних масштабів. Режисер Тірар зображує час, який всі ці історії і породив: затишну французьку глибинку, яка ще не знає соціальних потрясінь. Можна сказати, що це повнометражний «єралаш», знятий за мотивами популярної французької книжкової серії.

## Саундтреки до фільму «Маленький Ніколя»
1. Un drôle de sujet de rédaction («Смішна тема есе»)
2. Générique (загальна)
3. Mord aux prof… («смерть проф…»)
4. La Roulette («рулетка»)
5. Les Filles, c'est pas intéressant («дівчата — це нецікаво»)
6. Papa et Maman se disputent souvent («тато і мама часто сваряться»)
7. 3 Francs par rose («3 франка за троянду»)
8. Un Jeu drôlement compliqué («гра, що смішно складна»)
9. Une Balade en forêt («прогулянка в лісі»)
10. Le Spectacle («спектакль»)
11. Je vais avoir un petit frère ! («в мене буде маленький братик!»)
12. Ménage («прибирання»)
13. Gangster-à-louer («найняти гангстера»)
14. Et en plus, c'est un sale cafard ! («і крім того, це шкідливий клоп!»)
15. Potion Magic («магічне зілля»)
16. Rivalités Fraternelles («суперництво між дітьми»)
17. Rolls Folle («скажений ролс-ройс»)
18. Neuf Mois («дев'ять місяців»)
19. On dirait un poivron confit («кажуть, що перець солодкий»)

## Виноски
1. ↑  Production Design by // Little Nicholas (2009) - Full Cast & Crew - IMDb
2. ↑  http://nmhh.hu/dokumentum/169802/premierfilmek_forgalmi_adatai_2015.xlsx
3. ↑  http://nmhh.hu/dokumentum/198182/terjesztett_filmalkotasok_art_filmek_nyilvantartasa.xlsx
4. 1 2 3  Маленький Николя и большое кино, Максим Немцов [Архівовано 11 березня 2013 у Wayback Machine.] (рос.)
5. 1 2  Маленький Николя Станислав Зельвенский [Архівовано 9 лютого 2011 у Wayback Machine.] (рос.)
6. ↑  Маленький Николя. kinovegas.ru [Архівовано 17 квітня 2012 у Wayback Machine.] (рос.)
7. ↑  Маленький Николя (Le petit Nicolas), Денис Рузаев[недоступне посилання] (рос.)
8. ↑  Маленький Николя. Рецензия. kinomind.com[недоступне посилання] (рос.)